# Hulett
Hulett è un centro abitato (town) degli Stati Uniti d'America, situato nella Contea di Crook dello Stato del Wyoming. Nel censimento del 2000 la popolazione era di 408 abitanti.

## Geografia fisica
Secondo i rilevamenti dell'United States Census Bureau, la località di Hulett si estende su una superficie di 2,3 km², tutti occupati da terre.

## Popolazione
Secondo il censimento del 2000, a Hulett vivevano 408 persone, ed erano presenti 106 gruppi familiari. La densità di popolazione era di 180 ab./km². Nel territorio comunale si trovavano 211 unità edificate. Per quanto riguarda la composizione etnica degli abitanti, il 98,28% era bianco, lo 0,49% era nativoe l'1,23% apparteneva a due o più razze. La popolazione di ogni razza ispanica corrispondeva allo 0,98% degli abitanti.
Per quanto riguarda la suddivisione della popolazione in fasce d'età, il 28,9% era al di sotto dei 18, l'8,1% fra i 18 e i 24, il 26,7% fra i 25 e i 44, il 19,9% fra i 45 e i 64, mentre infine il 16,4% era al di sopra dei 65 anni di età. L'età media della popolazione era di 36 anni. Per ogni 100 donne residenti vivevano 97,1 maschi.